# World Fishing Network
World Fishing Network (ou WFN) est une chaîne de télévision thématique américaine dédiée au monde de la pêche, tant professionnelle que celle de loisir. Elle est disponible sur les réseaux câblés et satellites américains.

## Histoire
WFN a été créée au Canada le 2 décembre 2005, puis devenue disponible aux États-Unis à partir de novembre 2007.
Au Canada, WFN a été renommée Sportsman Channel (en) le 14 janvier 2019.